# François Barois
Cet article possède un paronyme, voir François Baroin.
Pour les articles homonymes, voir Barois.
François Barois, né en 1656 à Paris et mort en 1726 dans la même ville, est un sculpteur français.

## Biographie
François Barois obtient le deuxième prix de Rome de 1682 avec Caïn bâtit la ville d'Enoch. Il effectue un séjour à Rome entre 1683 et 1686, période pendant laquelle il réalise une copie de la Vénus callipyge de la collection Farnèse (Paris, musée du Louvre). Après son retour en France, il est reçu à l'Académie royale de peinture et de sculpture en 1700 sur présentation d'une Cléopâtre mourant (Paris, musée du Louvre). Il entame alors une brillante carrière officielle. Entre 1706 et 1709, il sculpte une Pomone pour la cascade rustique de Marly (Paris, musée du Louvre). Il travaille également à la décoration des jardins de Versailles et pour le Trianon : termes représentant Vertumne et Pomone (Paris, musée du Louvre), et réalise La Foi pour orner le toit de la chapelle royale.

## Œuvres dans les collections publiques
- Paris, 
  - musée du Louvre :
    - Vénus callipyge, 1683-1686, statue en marbre ;
    - Cléopâtre mourant, 1700, marbre[3] ;
    - Vertumne, terme en marbre ;
    - Pomone, terme en marbre ;
    - Pomone, 1706-1709, statue en marbre ;
    - La Déploration du Christ, vers 1700, marbre, 112 × 72 cm[1].

  - Hôtel des Invalides :
    - Statue du pape Grégoire sous le dôme.
- Versailles, château de Versailles :
  - Vase colossal, marbre ;
  - La Foi, statue en pierre, chapelle royale.

Œuvres de François Barois
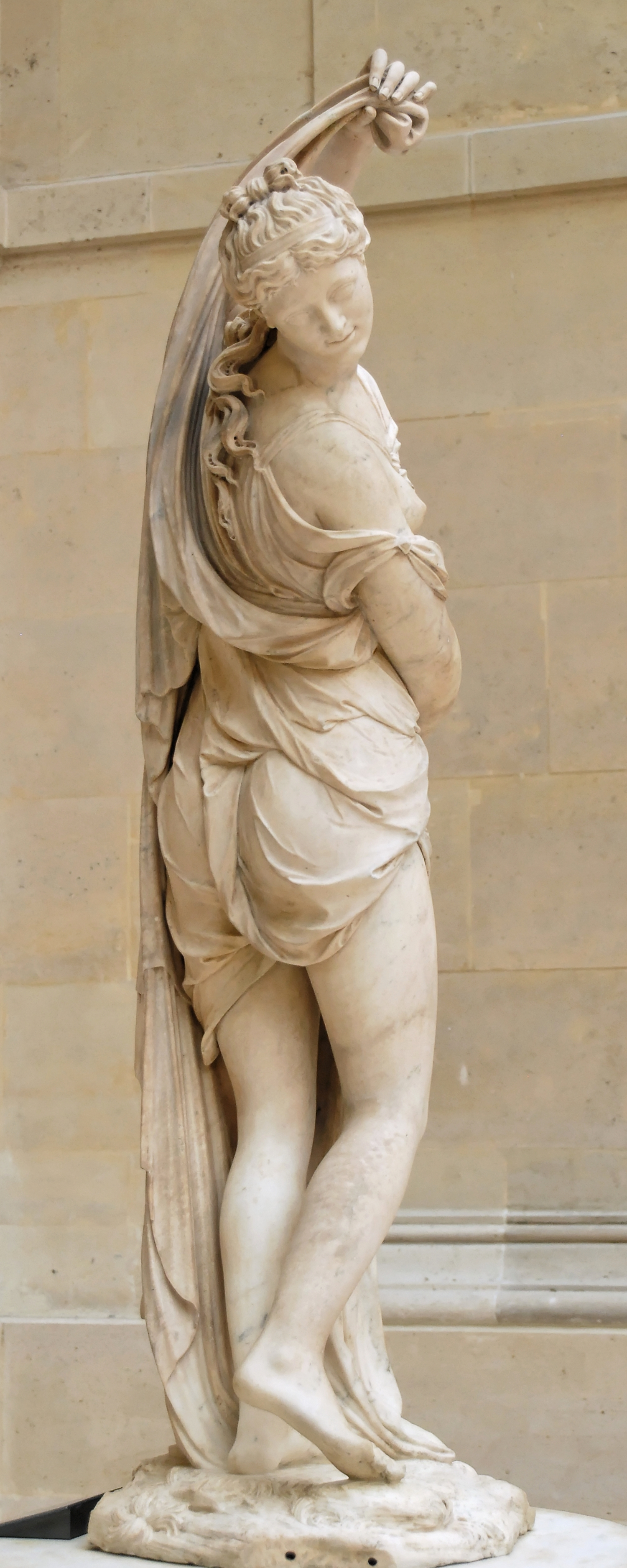
Vénus callipyge (1683-1686), Paris, musée du Louvre.
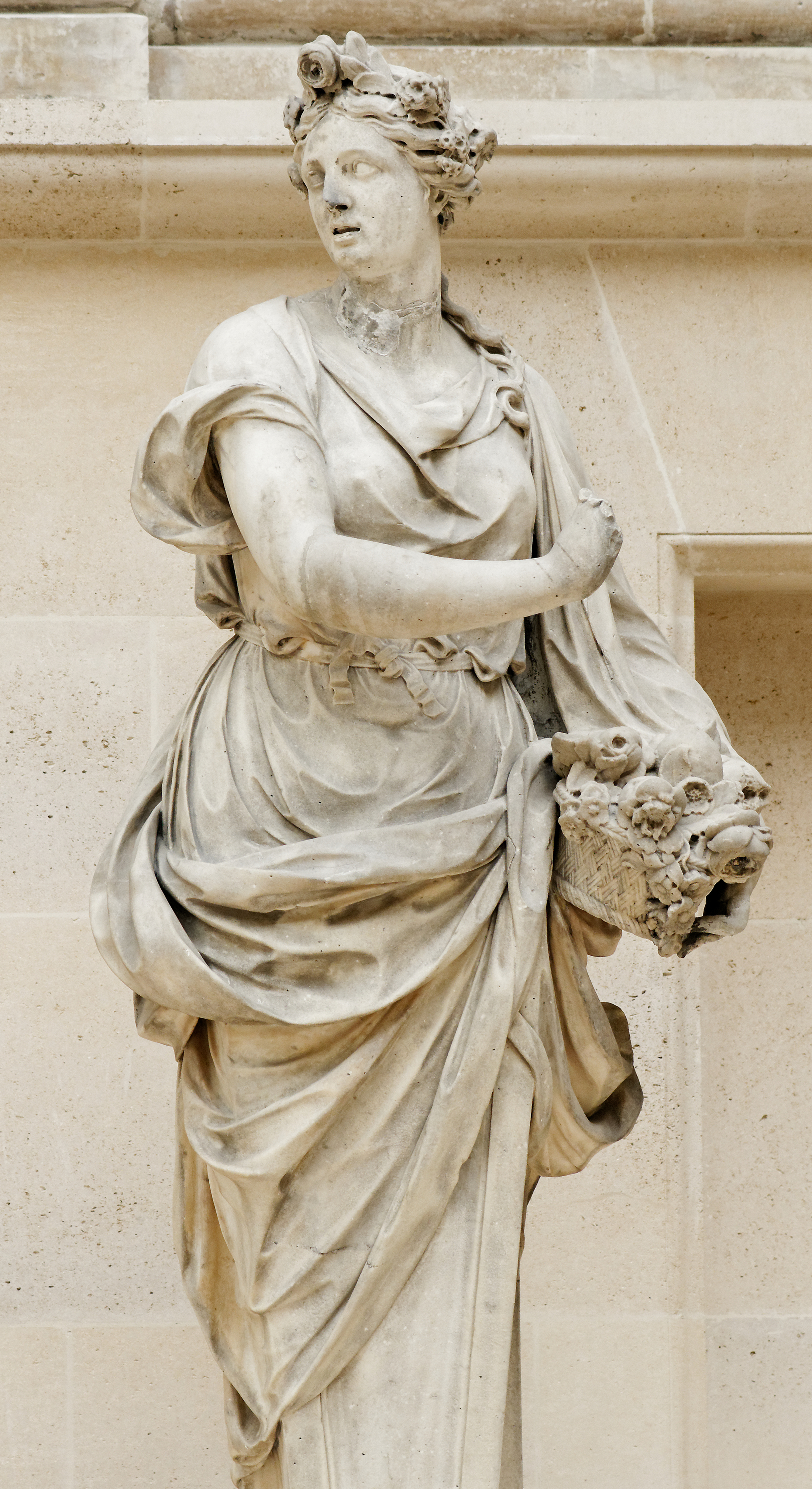
Pomone, Paris, musée du Louvre.
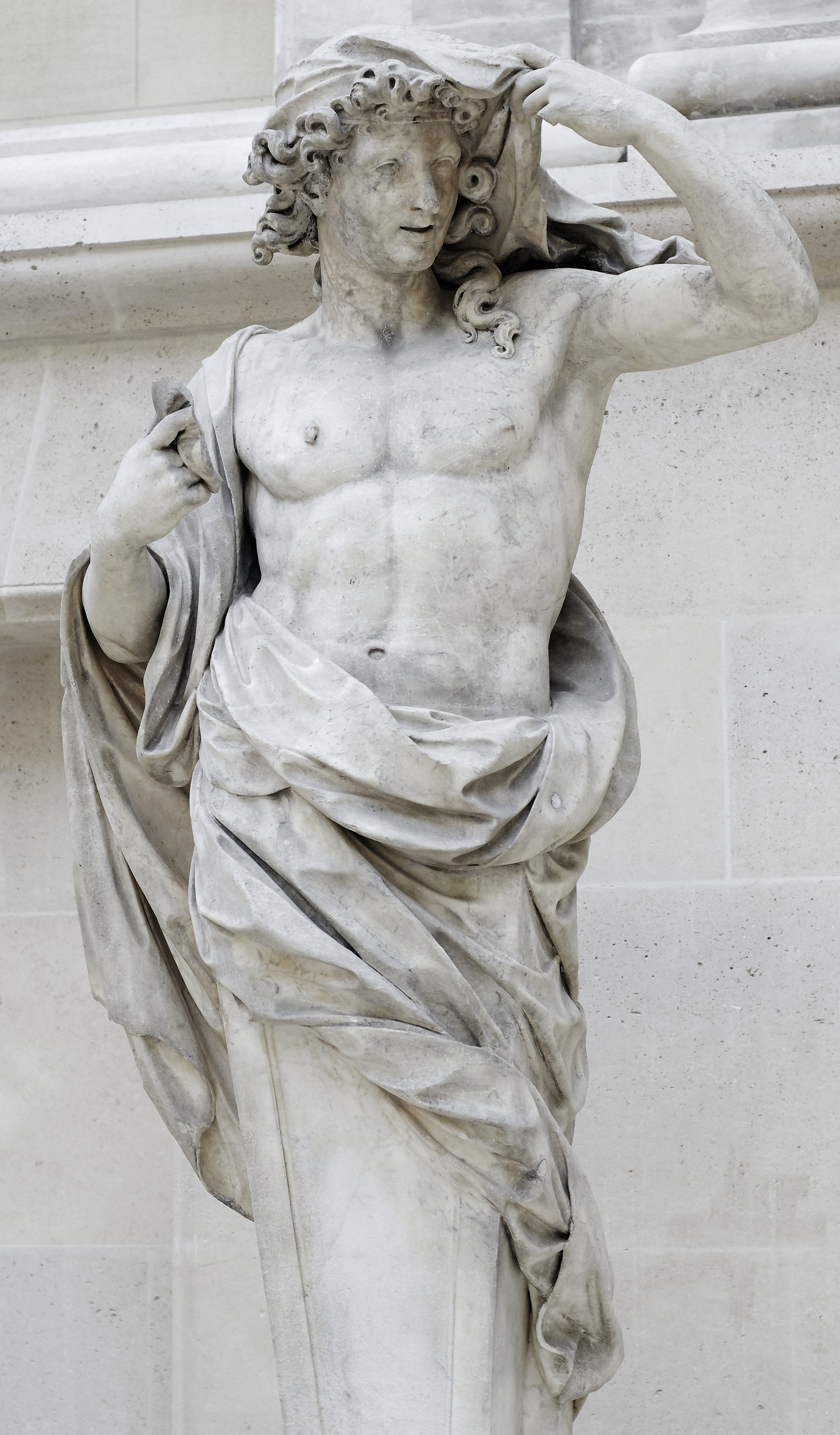
Vertumne, Paris, musée du Louvre.
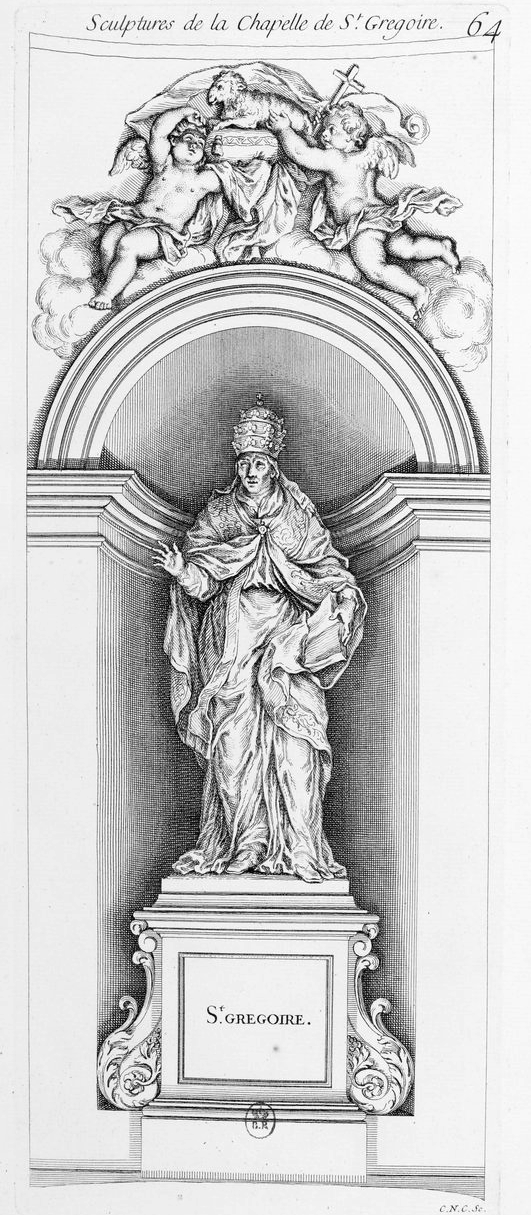
Gregoire.